# William Brill
William Lloyd (Bill) Brill, född 17 maj 1916 i Ganmain, Australien, död 12 oktober 1964 i Campbell, Australien, var en militär officer och bombplanspilot i australiska flygvapnet (RAAF). 

## Biografi
Brill föddes i distriktet Riverina i New South Wales och var verksam som bonde och medlem av den australiska reserven innan han anslöt sig till RAAF 1940. Han utbildades i Australien och Kanada och kommenderades till Storbritannien 1941 för att delta i luftkriget över Europa. Brill deltog i sin första strid som medlem av No. 460 Squadron RAAF med ett Vickers Wellington-bombplan. Han tilldelades Distinguished Flying Cross (DFC) i maj 1942 för att ha attackerat ett mål efter att hans plan hade skadats svårt av luftvärnseld. Efter utfört uppdrag som instruktör med brittiska flygvapnet (RAF) återvände han till bombningar i januari 1944 som flygbefälhavare med No. 463 Squadron RAAF där han opererade tunga Avro Lancaster-bombplan.
Brills ledarskap och beslutsamhet att slutföra sina uppdrag, trots skador på hans flygplan—vid ett tillfälle orsakade av ett annat Lancasters bomber från ovan—gav honom Distinguished Service Order. Han befordrades till Wing Commander i maj 1944 och tog över No. 467 Squadron RAAF efter dess dåvarande chef, gruppkapten John Balmer, hade omkommit i strid. Brill mottog ett medaljspänne till sin DFC i juli för hans skicklighet i att kringgå tre tyska nattjägare. Brill återvände till Australien och förblev i flygvapnet efter kriget och ledde No. 10 Squadron 1949-50. Han kom att föra befälet över flygbaserna vid Rathmines, Canberra och Townsville under 1950- och 1960-talet. Brill tjänstgjorde två perioder som RAAF Director of Personnel Services 1956-59 och 1960-63, då han hade blivit befordrad till gruppkapten. Hans sista tjänst var vid flygdepartementet i Canberra, där han dog av en hjärtattack i oktober 1964.